# كيلي ماكارتي
كيلي ماكارتي (بالإنجليزية: Kelli McCarty)‏ (ولدت في 6 سبتمبر 1969) ممثلة وعارضة أزياء أمريكية، ومصورة أمريكية، اكتسبت شهرة أكبر بعد تتويجها بمسابقة ملكة جمال الولايات المتحدة الأمريكية 1991. اشتهرت بدور بيت والاس في المسلسل التلفزيوني الأمريكي مشاعر من 1999-2006 .

## حياتها الشخصية
كانت كيلي مكارتي متزوجة سابقًا من المنتج والكاتب مات ديربورن لمدة 6 سنوات من 7 يوليو 2000 حتى 2006. ومع ذلك لم يتم الانتهاء من طلاقهما حتى 9 مارس 2009. تزوجت من رجل الأعمال بليك أوسين من تكساس منذ 18 يوليو 2018.

## روابط خارجية
- الموقع الرسمي
- كيلي ماكارتي على موقع IMDb (الإنجليزية)
- كيلي ماكارتي على موقع قاعدة بيانات الفيلم (الإنجليزية)
- كيلي ماكارتي على موقع كينوبويسك (الروسية)